# Heilige Dreifaltigkeit (Kühlungsborn)

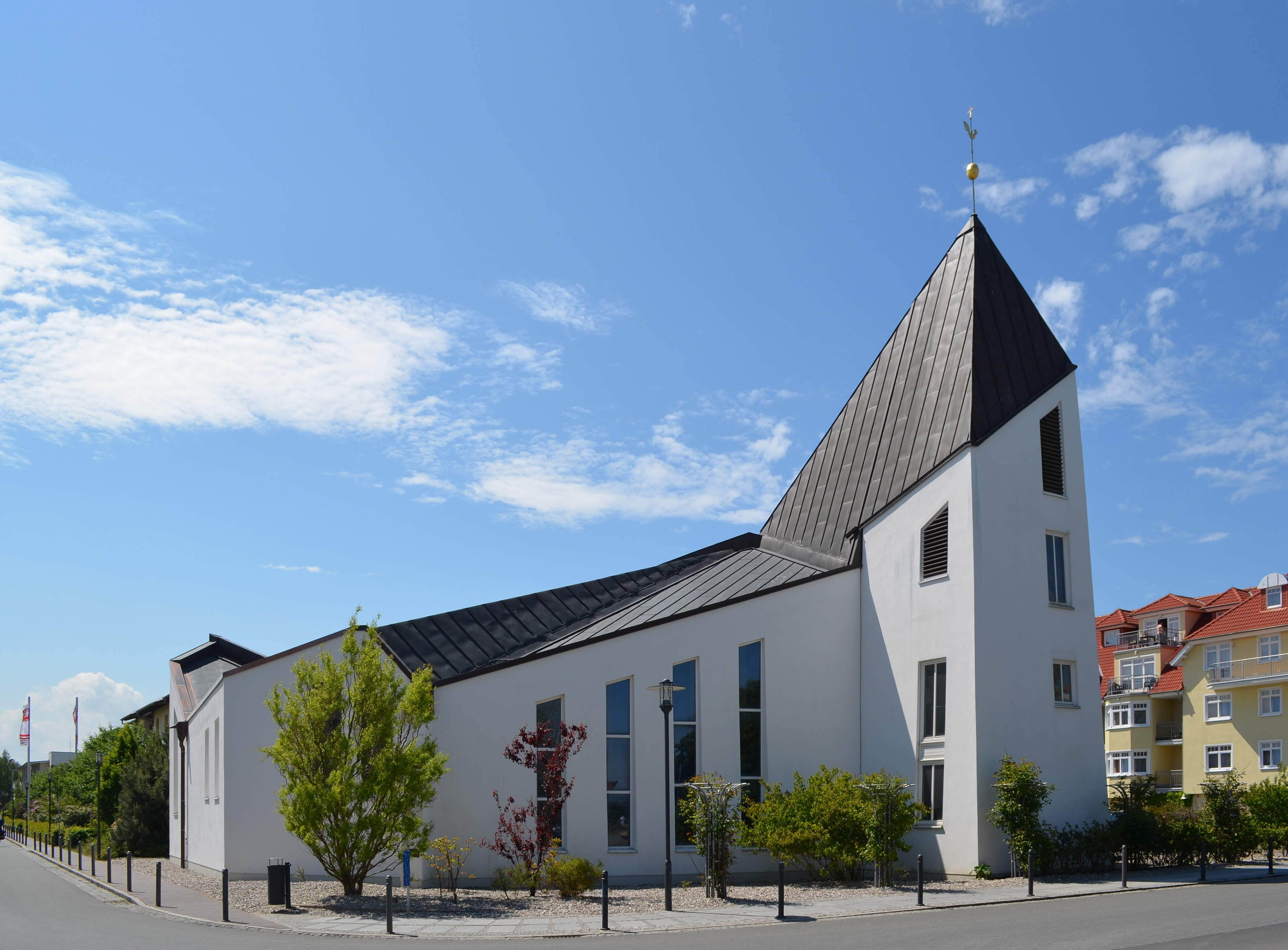
Dreifaltigkeitskirche in Kühlungsborn

Die katholische Kirche Heilige Dreifaltigkeit steht in Kühlungsborn im Landkreis Rostock (Mecklenburg-Vorpommern). Sie wurde im Jahr 2000 eingeweiht.

## Geschichte
Die katholische Gemeinde Kühlungsborn gründete sich nach dem Zweiten Weltkrieg, weil hier viele heimatvertriebene Sudetendeutsche, Schlesier und Ostpreußen angesiedelt wurden. Sie gab sich den Namen Dreifaltigkeits-Gemeinde nach dem Dreifaltigkeits-Patrozinium. Bis zum Jahr 2000 nutzten die Diasporagemeinde und katholische Urlaubsgäste des Ortes einen Tanzsaal im ältesten Hotel im Ortsteil Brunshaupten für ihre Gottesdienste. Nach der Wende war es möglich, Bauland ganz in der Nähe der Kühlungsborner Strandpromenade zu erwerben und darauf ein eigenes Gotteshaus für die Gemeinde errichten zu lassen. Die Architekten Carsten Gieseke aus Bremen und Nicolaus Wöhlk (Mitglied der von Gieseke in Kühlungsborn gegründeten Planungsgruppe) lieferten 1998 die Bauentwürfe und hatten die Bauleitung inne.
Sie waren auch für den Neubau des Hauses Atlantik auf dem Seebrückenvorplatz verantwortlich.

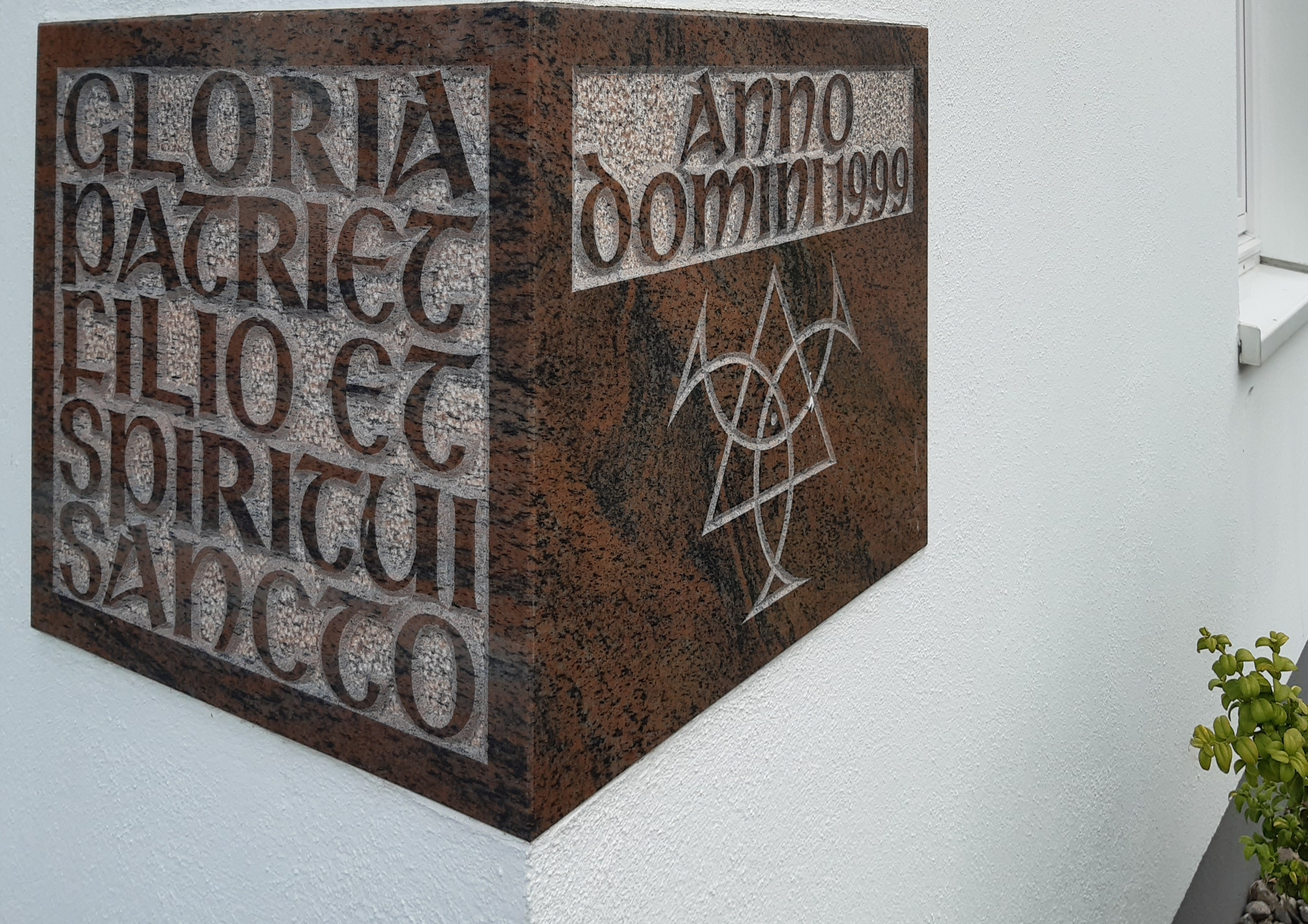
Symbolischer Grundstein an der Außenwand der Kirche

Der Grundstein erhielt die Inschrift „Gloria Patri et Filio et Spiritui Sancto“ („Ehre sei dem Vater und dem Sohn und dem Heiligen Geist“) und wurde im Jahr 1999 gelegt. Die Kirchweihe konnte am 23. Juli 2000 gefeiert werden, die Festrede hielt Weihbischof Norbert Werbs.

## Architektur

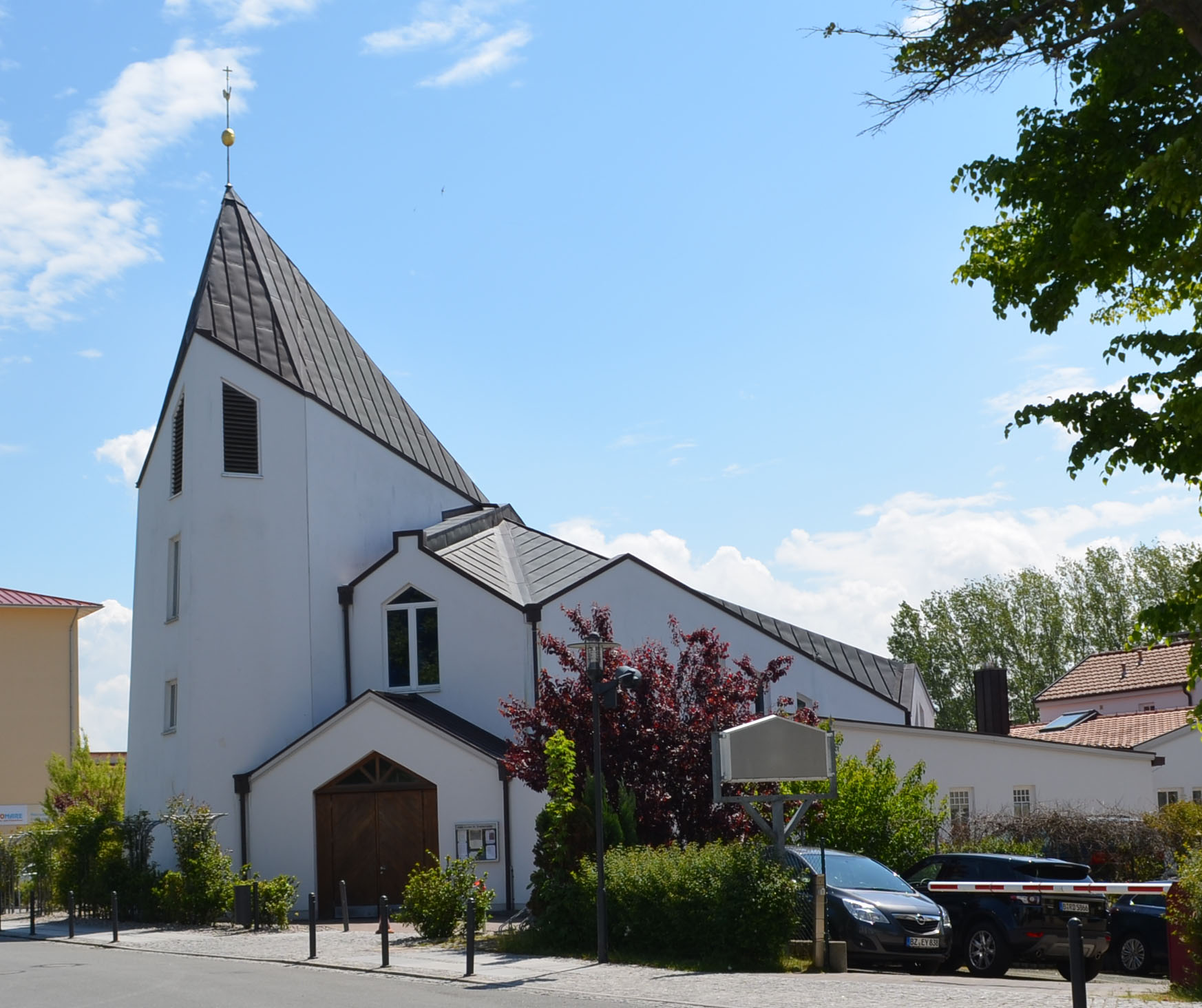
Außenansicht Portalseite

Der weiß verputzte Bau orientiert sich an den Elementen Himmelszelt und Kirchenschiff. Allerdings sind die Bauformen modern interpretiert, sie bilden vielfältig verschachtelte, oft schräge und dreieckige Flächen und Bauglieder, so dass das historische Vorbild einer Dorfkirche äußerlich nicht wirklich erkennbar ist. Der große Raum bietet 270 Sitzplätze, die mittels einer Schiebewand, die den Gemeindesaal abtrennt, um 60 Plätze ergänzt werden können.
Der ebenfalls schräge Kirchturm ist 18 Meter hoch und enthält ein Geläut aus drei Glocken.
Es wurden außerdem zwei Wohnungen für Gastpfarrer und die Seelsorgehelferin sowie ein Jugendraum gebaut. Die Kirche gehört als Filialkirche zur katholischen Pfarrei Bad Doberan.
Das Kirchengebäude ist eine offene Kirche.

## Ausstattung

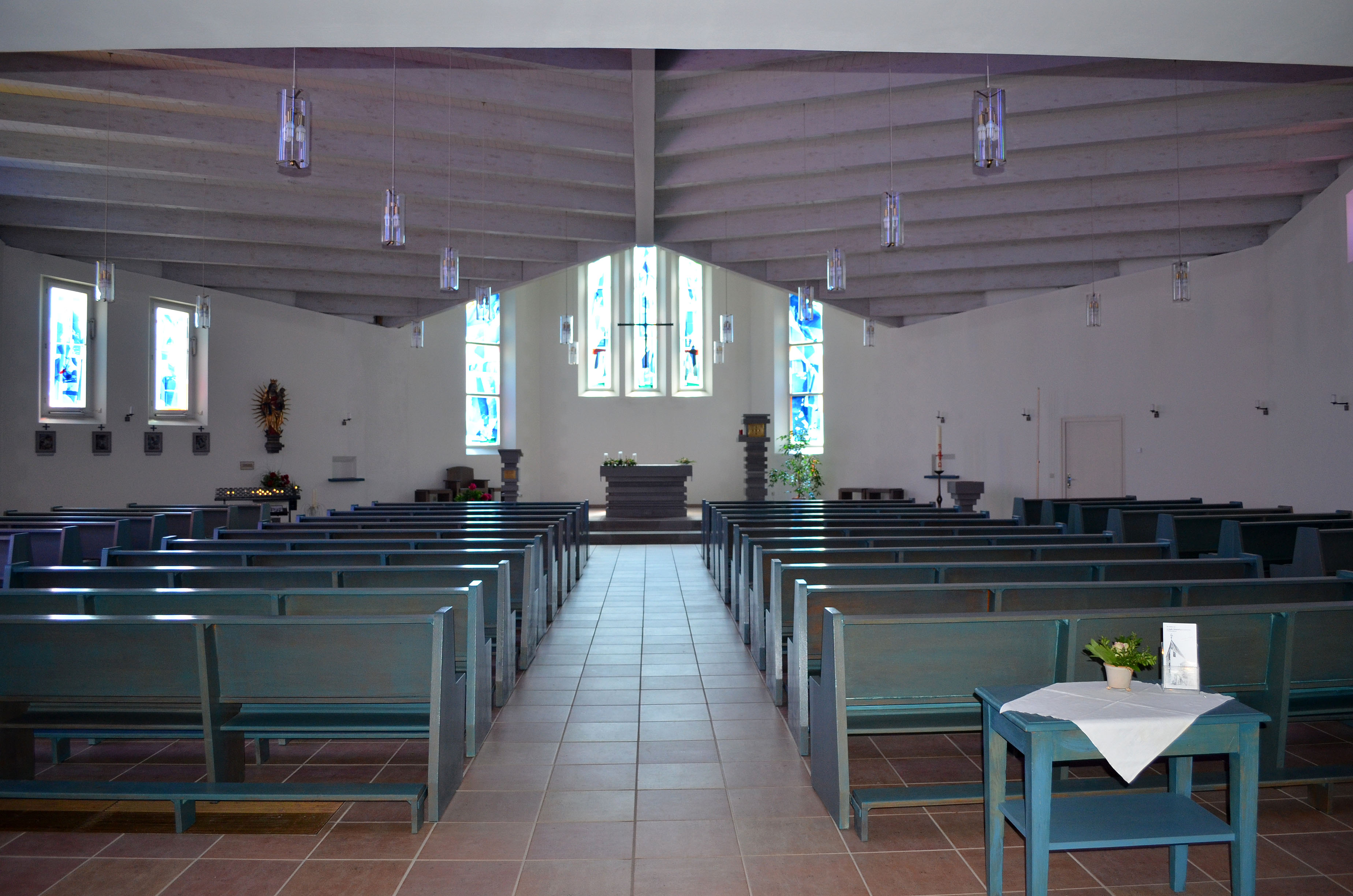
Innenansicht, Blick zum Altarraum

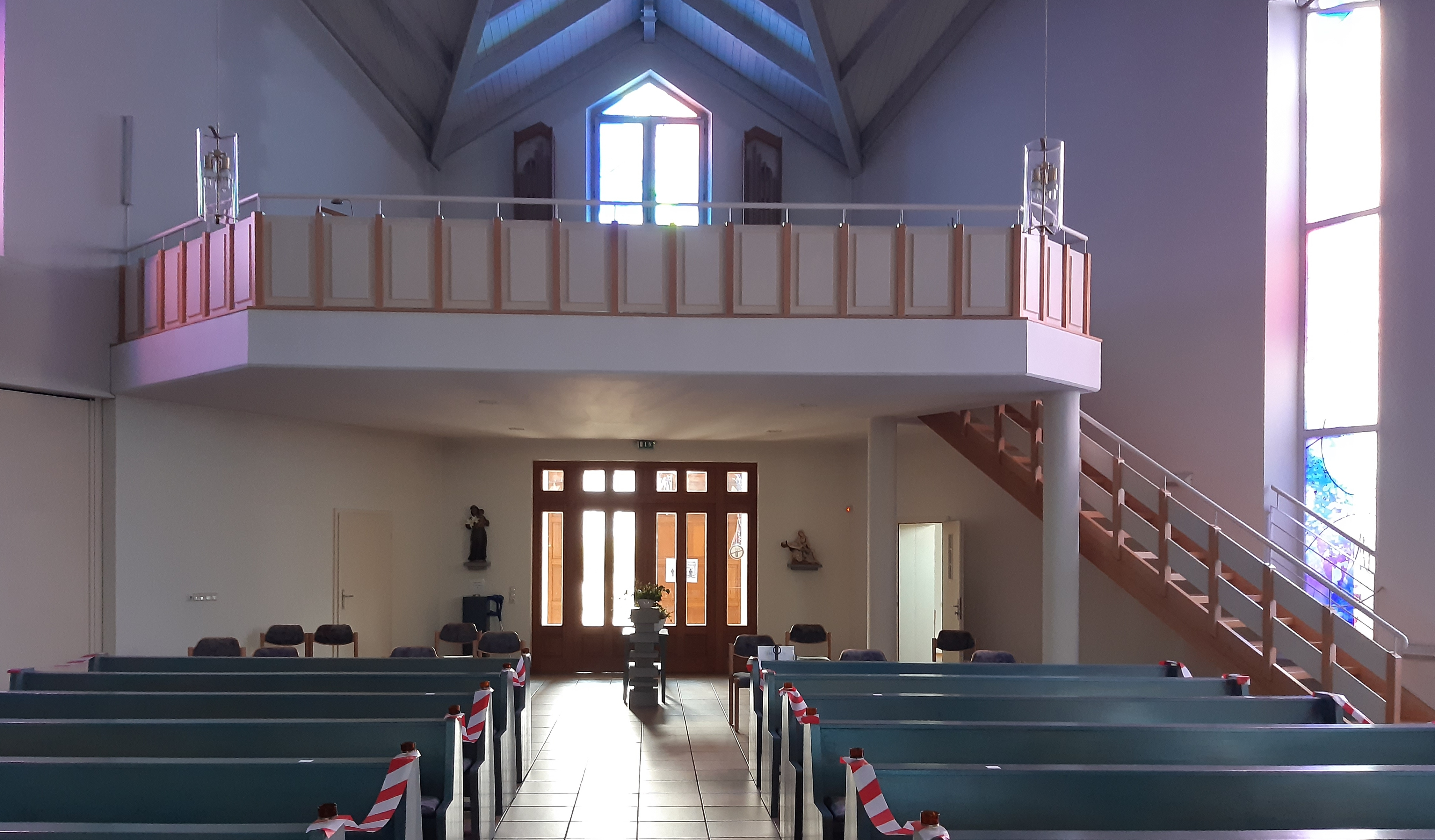
Empore

Altar, Ambo, Tabernakel und die Taufe sind in schlichten, kubischen Formen in grau gehalten. Die Sedilien sind aus Holz gefertigt. Der Kreuzweg ist eine Bildpredigt über den Leidensweg Christi und wurde in künstlerischen Tafeln gestaltet, die die Wände links vom Altar schmücken. Die Madonna ist eine Kopie einer mittelalterlichen Figur aus dem Paderborner Raum. Die Buntglasfenster im Langhaus wurden in den Derix Glasstudios in Taunusstein nach Vorlagen des Künstlers Graham Jones hergestellt, die im Chor nach Entwürfen von Anja Quaschinski.

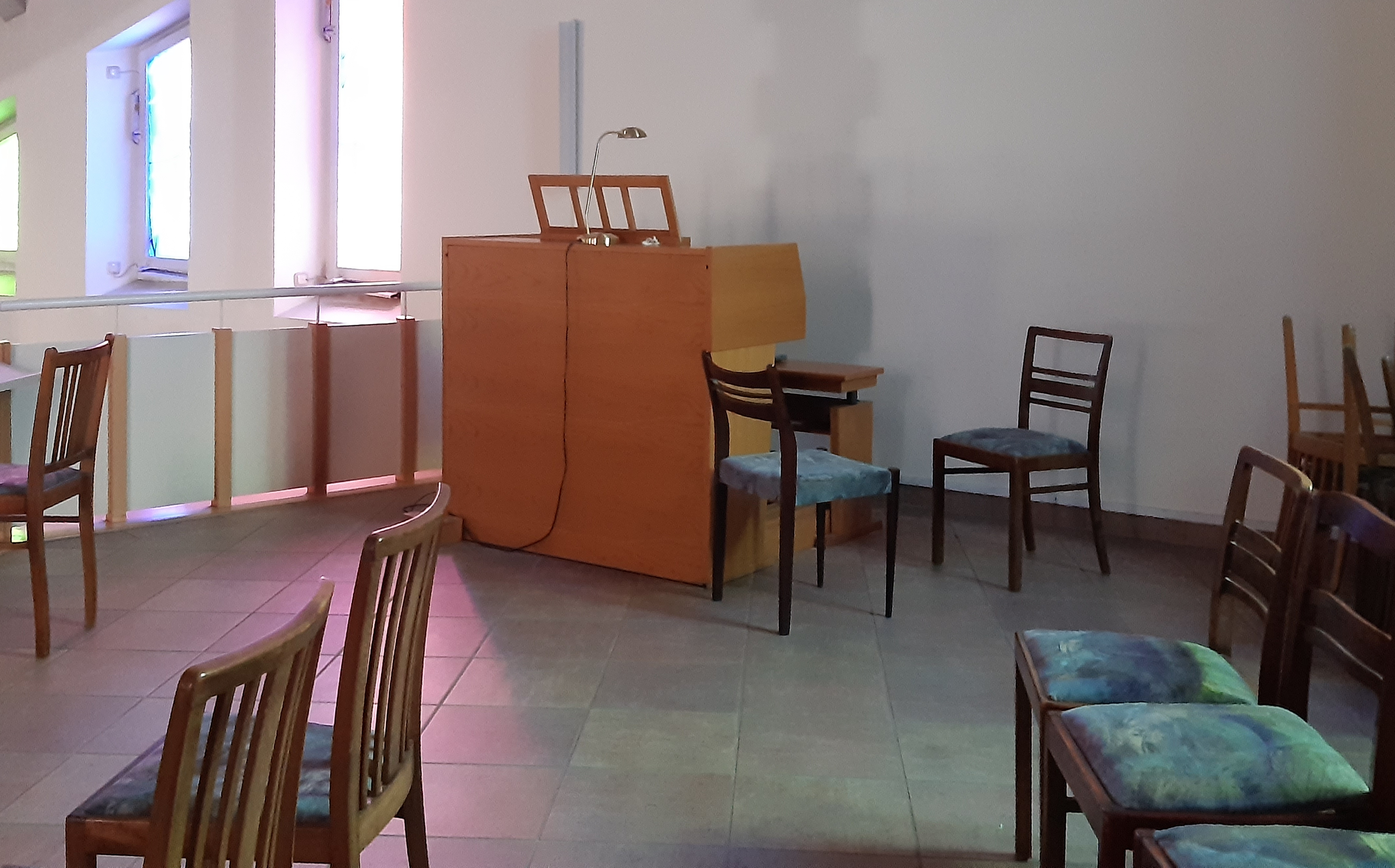
Harmonium

Auf der Empore steht ein Harmonium mit Lautsprecheranlage.

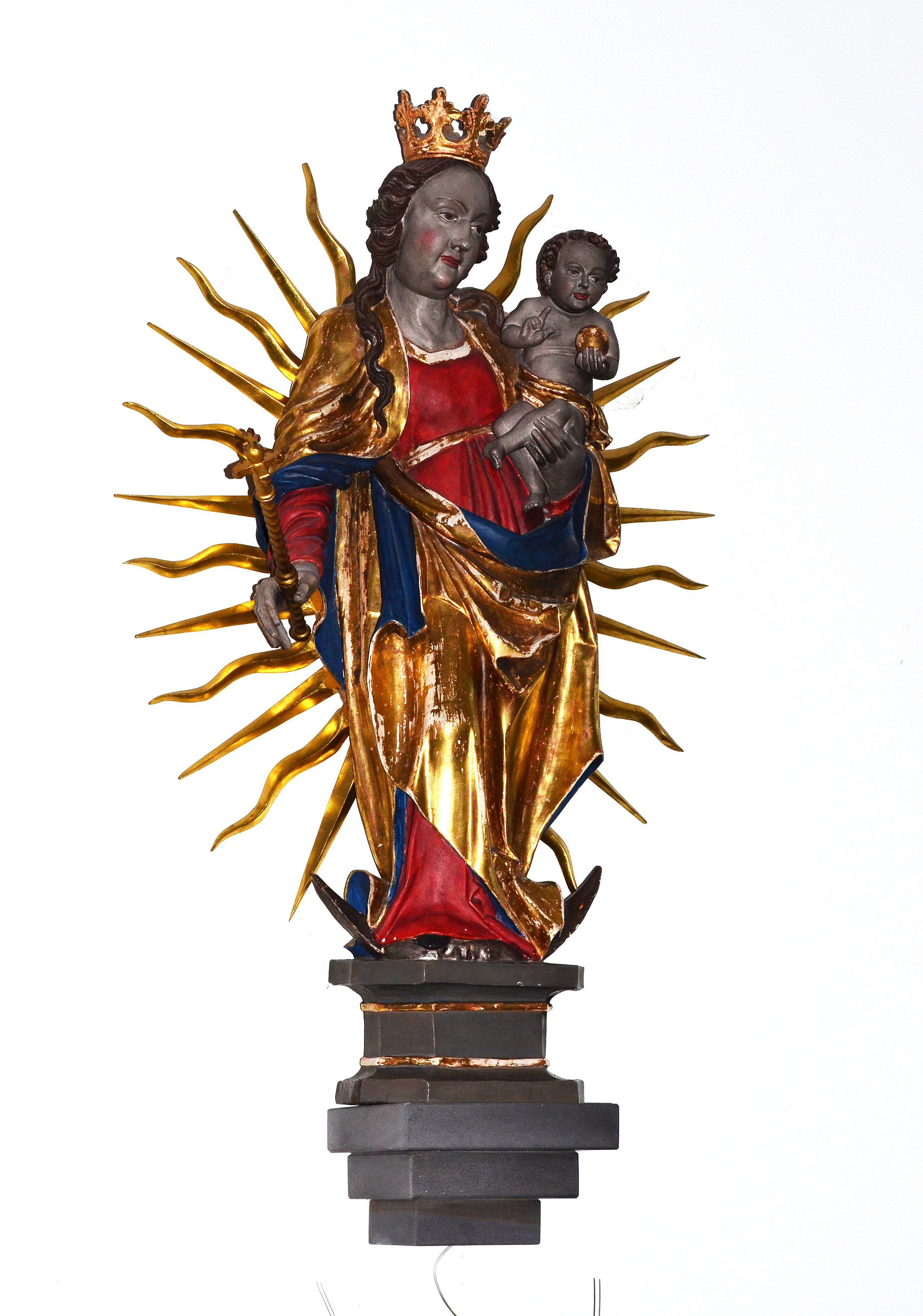
Madonna
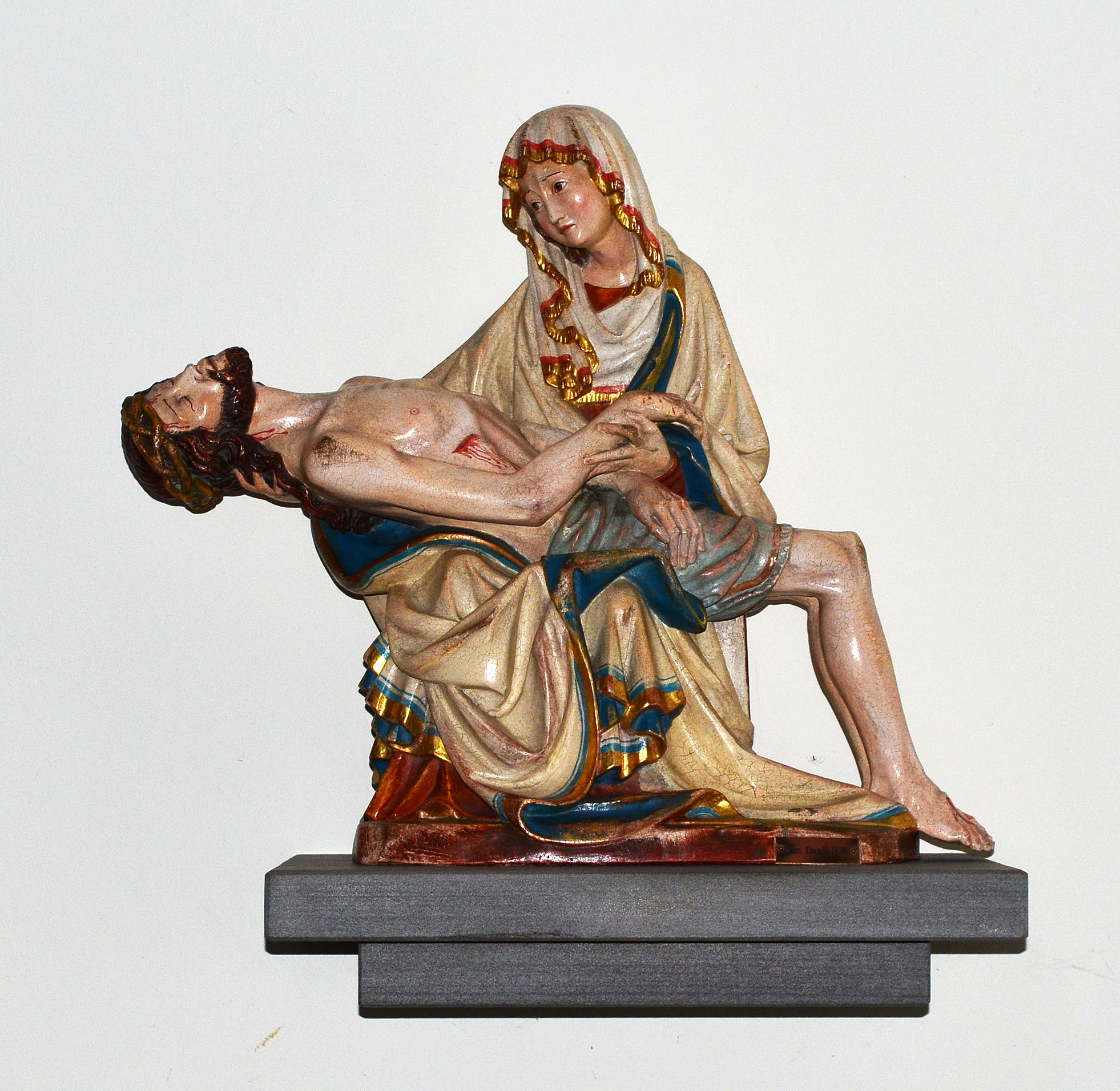
Pietà
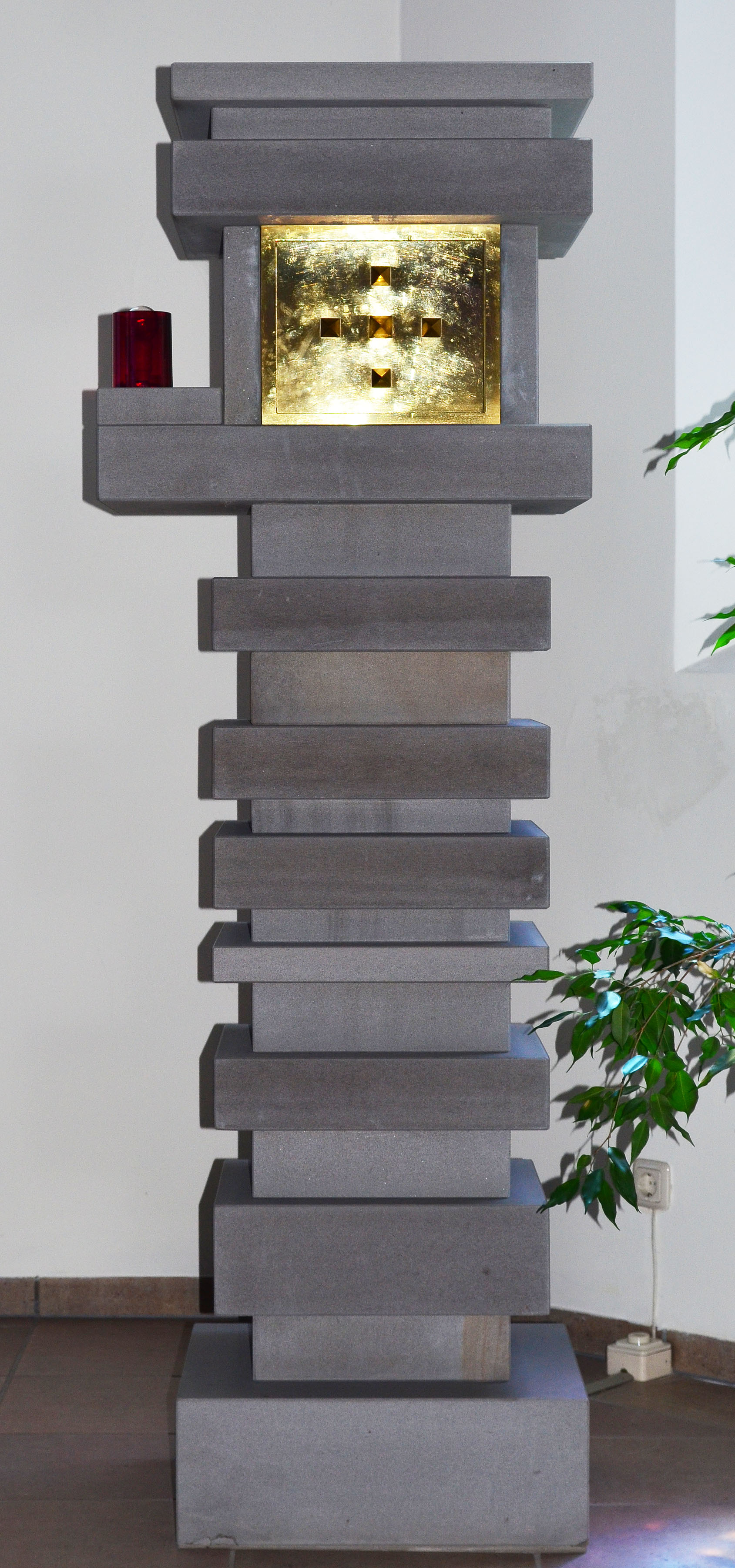
Tabernakel